# ラッセル (戦艦)
|          |                                                                                                 |
| 艦歴     |                                                                                                 |
| 発注     |                                                                                                 |
| 起工     |                                                                                                 |
| 進水     |                                                                                                 |
| 就役     | 1903年2月19日                                                                                   |
| 退役     |                                                                                                 |
| その後   | 1916年4月27日に戦没                                                                             |
| 除籍     |                                                                                                 |
| 性能諸元 |                                                                                                 |
| 排水量   | 常備：13,270トン                                                                                |
| 全長     | 131.7 m                                                                                         |
| 全幅     | 23.0 m                                                                                          |
| 吃水     | 7.6 m                                                                                           |
| 機関     |                                                                                                 |
| 最大速   | 19ノット                                                                                        |
| 乗員     | 720名                                                                                           |
| 兵装     | 40口径30.5cm連装砲2基 45口径15.2cm単装砲12基 76mm単装砲10基 47mm単装砲6基 45cm水中魚雷発射管4門 |

ラッセル (HMS Russell) はイギリス海軍の戦艦。ダンカン級。

## 艦歴
パルマー社で建造。1903年2月19日竣工。
第一次世界大戦では、1914年11月のゼーブルッヘ砲撃や1915年のダーダネルス作戦に参加した。
1916年4月27日午前5時37分、ガリポリから戻りマルタのグランドハーバーに入港しようとしていた「ラッセル」の左舷で爆発が起きた。続いてもう一度爆発があった。これはドイツ潜水艦「U73」の敷設した機雷に触れたものであった。「ラッセル」は火災が発生し、爆発が起きた。艦は放棄され、転覆し沈没した。乗員124名が死亡した。